# Amir Ohana
Amir Ohana (în ebraică:אמיר אוחנה, n. 15 martie 1976, Beer Șeva, Israel) este un om politic israelian, președinte al Knessetului (parlamentul israelian) din 22 decembrie 2022,  din 2015 deputat în Knesset din partea partidului conservator Likud. A îndeplinit, în trecut, funcții ministeriale în guverne israeliene conduse de Binyamin Netanyahu: ministru al Securității Interne⁠(d), ministru al Justiției⁠(d) (2019-2020), de asemenea, a fost președinte al Comisiei speciale a Knessetului pentru Legea Națiunii, vicepreședinte al Comisiei pentru brațele de muncă în armata israeliană, în cadrul Comisiei pentru afaceri externe și apărare. Este de profesie avocat. La vremea respectivă, Ohana a fost cel dintâi homosexual declarat, care a îndeplinit o funcție de ministru în istoria Israelului.

## Biografie
Ohana s-a născut în 1976 în cartierul Hey din Beer Sheva. El este al treilea fiu al lui Meir Shimon Ohana și al lui Ester Ohana, evrei care au emigrat în Israel din Maroc în anii 1950. Mama sa provine din orașul Ouezzane, iar tatăl său s-a născut la Marrakech și a locuit ulterior la Rabat.În copilărie familia s-a mutat din Beer Sheva la Lehavim⁠(d), iar mai târziu, la Rishon Letzion.
Ohana a făcut serviciul militar obligatoriu în poliția militară, în Fâșia Gaza, într-o unitate de pază a căilor de transport și ca anchetator al accidentelor de circulație în cadrul Comandamentului de sud al armatei israeliene. După cursul de ofițeri, în anul 1995 timpul unui val de acte de teroare palestiniene, a fost numit comandant al postului Karni la hotarul dintre Fâșia Gaza și Israel. Apoi a fost anchetator superior în poliția militară din Beer Sheva si din sectorul Dan. El este maior în rezervă. După eliberarea din armată, în anii 2000-2006 a servit în Serviciile de securitate (Shabak). 
Ohana a terminat licența în drept la facultatea de drept a Colegiului de administrație din Rishon Letzion. Și-a făcut stagiul de avocat la Ministerul Justiției⁠(d), în Procuratura Districtului central. Apoi a lucrat vreme de zece ani ca avocat în litigii penale.
În trecut Ohana a condus Grupul Mândrie⁠(d) (Gaavá) al persoanelor gay din partidul Likud, grupul tinerilor liberali din Likud, de asemenea, a fost activ în conducerea grupului „loialist” Tadmor-Eretz Israel din cadrul partidului Likud.
În 2015 în urma demisiei lui Silvan Shalom⁠(d) din Knesset, Ohana a fost ales pentru prima dată în parlamentul israelian pe lista partidului Likud.
În iunie 2023 Ohana a fost cel dintâi președinte al Knessetului care a făcut o vizită oficială în Maroc, țara în care au trăit multe generații de străbuni ai săi.

## Viața privată
Ohana trăiește la Tel Aviv cu partenerul său de viață, Alon Hadad, și cei doi au doi copii, un fiu și o fiică, cu ajutorul unei mame purtătoare din statul Oregon, din Statele Unite.

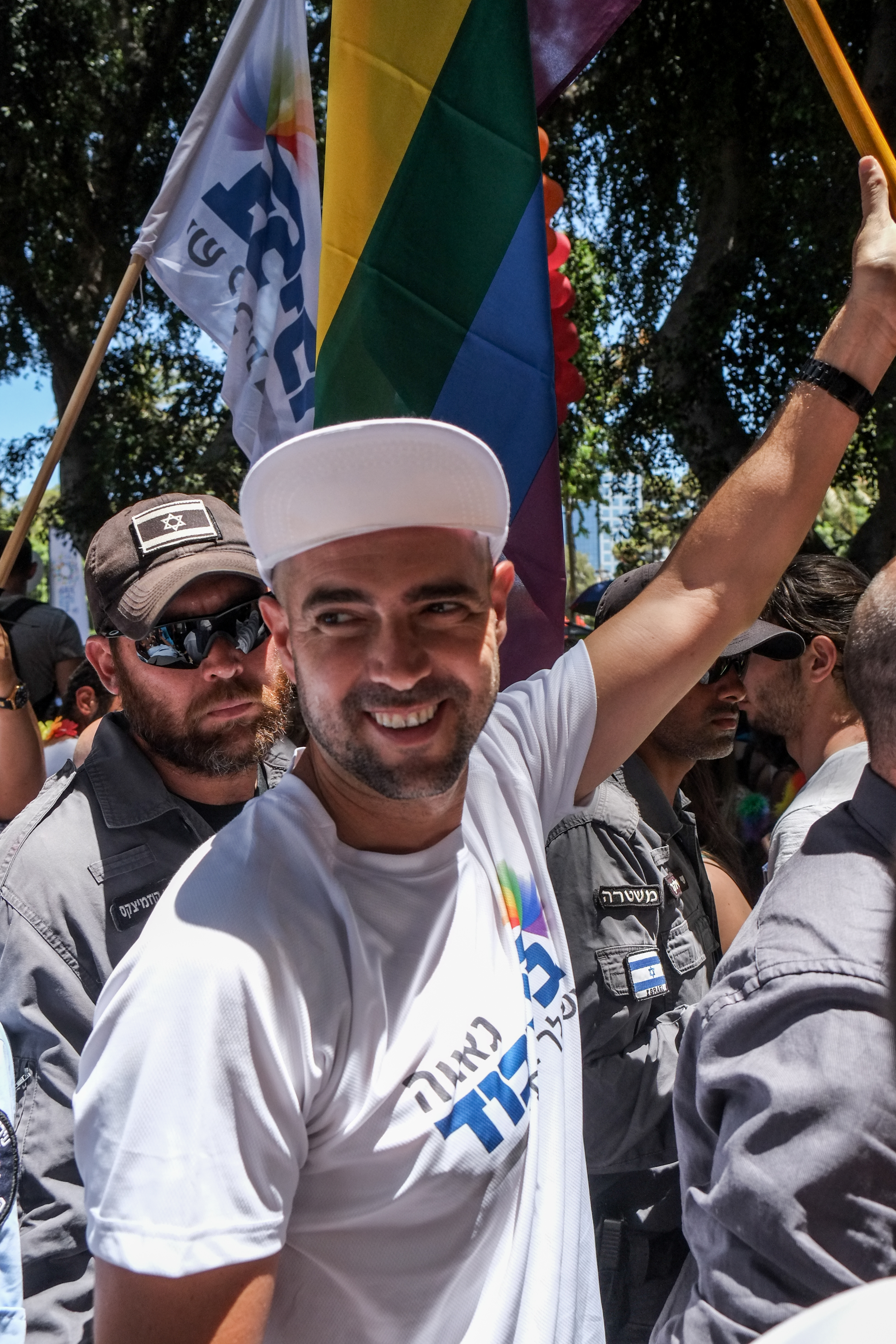
Amir Ohana la „Parada mândriei” din Tel Aviv în 2015